# Semideiro
Semideiro é uma aldeia portuguesa pertencente à freguesia de Ulme e ao Município da Chamusca. 

## Descrição
Esta aldeia faz parte ainda do Distrito de Santarém e da NUTS III Lezíria do Tejo. Dista cerca de 21 km da sede do município.
Instituições
- Escola EB1 de Semideiro na Chamusca, Básico e secundário,
- Extensão de Saúde de Semideiro na Chamusca